# Otok (Pajęczno)
Pour les articles homonymes, voir Otok.
Otok (prononciation [ˈɔtɔk]) est une localité de la gmina de Kiełczygłów, du powiat de Pajęczno, dans la voïvodie de Łódź, située dans le centre de la Pologne.

## Administration
De 1975 à 1998, la localité était attachée administrativement à l'ancienne voïvodie de Sieradz.

Depuis 1999, elle fait partie de la nouvelle voïvodie de Łódź.